# 모두의 연애
《모두의 연애》는 2017년 12월 8일부터 2018년 1월 26일까지 tvN에서 방영된 tvN 로맨틱 토크 드라마다.

## 출연자

### 모두
- 신동엽
- 성시경
- 마이크로닷

### 청춘남녀
- 이시아
- 변우석
- 박유나
- 최원명
- 강민아
- 안승환 : 이승환 역
- 이규형
- 이나은 : 나은 역

### 특별출연
- 신재하
- 로운 : 김로운 역 - 나은의 전 남자친구
- 윤채경, 김채원, 이진솔(에이프릴)